# Gra na ślepo

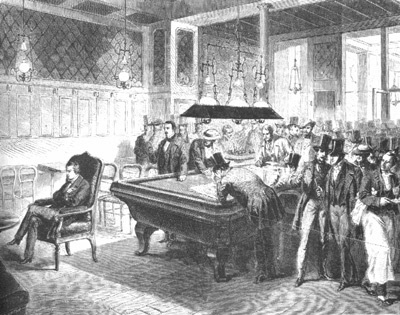
Paul Morphy gra "na ślepo"

Gra "na ślepo", szachy "na ślepo" – rozgrywanie partii szachowej bez patrzenia na szachownicę

## Opis
Ten sposób gry znany jest od dawna. Pierwsze pisemne ślady takiej gry pochodzą z 970, kiedy to wędrowiec grecki Czelebi zadziwił szachistów Trypolisu swoją umiejętnością gry "na ślepo".
W 1226 r. Sycylijczyk Buzzeca we Florencji rozegrał trzy partie (z czego dwie "na ślepo").
Od połowy XIX w. tego typu symultany "na ślepo" były rozgrywane przez znanych szachistów, którzy w ten sposób ustanawiali rekordy:
- Louis Paulsen, Paul Morphy rozgrywali "na ślepo" symultany na 10 szachownicach
- Aleksandr Alechin (Paryż) rozegrał symultanę "na ślepo" na 28 szachownicach
- George Koltanowski rozegrał symultanę "na ślepo" na 30 szachownicach
- Richard Réti rozegrał symultanę "na ślepo" na 32 szachownicach
- Mieczysław Najdorf (São Paulo 1947) – rozegrał symultanę "na ślepo" na 45 szachownicach
- János Flesch (Budapeszt 1960) rozegrał symultanę "na ślepo" na 52 szachownicach

Oceniając poszczególne rekordy "na ślepo" należy uwzględnić (oprócz liczby szachownic) poziom reprezentowany przez przeciwników symultanisty.
Gra "na ślepo" (w szczególności symultany) wymaga wielkiego wysiłku pamięciowego i myślowego.
W turnieju Melody Amber w Monako corocznie arcymistrzowie rozgrywają szereg partii "na ślepo".